# André Parinaud
Pour les articles homonymes, voir Parinaud.
André Parinaud, né le 20 février 1924 à Chamalières (Puy-de-Dôme) et mort le 23 juillet 2006 à Paris, est un journaliste, chroniqueur, critique d'art et écrivain français. Il fut notamment rédacteur en chef de RTL, de l'hebdomadaire Arts et de la revue Galerie jardin des Arts.

## Biographie
André Parinaud est licencié ès lettres et agrégé de philosophie.
Résistant, il participe notamment à la publication de Combat. Après la guerre, il devient premier secrétaire à la rédaction de L’Aube en 1946, puis il fonde le premier succès éditorial grand public de l’après-guerre en créant avec Robert Hersant L'Auto-Journal.
Après une courte carrière politique (attaché au cabinet du ministre d'État (Francisque Gay) puis, attaché chargé des Services de presse et d'information au cabinet du ministre du Commerce, de la Reconstruction et de l'Urbanisme (Jean Letourneau), il préférera la carrière journalistique.
Il devient codirecteur de La Parisienne de 1953 à 1959, puis est appelé par Georges Wildenstein pour diriger, comme rédacteur en chef, l’hebdomadaire Arts de 1959 à 1967, qui rassemblait l’élite de la création française dans tous les domaines artistiques : littérature, peinture, théâtre, cinéma, et dont les collaborateurs principaux n’étaient autres que Jacques Laurent, François Truffaut, Jean-Luc Godard, Pierre Marcabru (d), Éric Rohmer, Roger Nimier, etc. Ce sera alors le début d’une longue série d’entretiens radiophoniques (Raymond Aron, André Breton, Céline, Colette, Salvador Dalí, Paul Léautaud, André Malraux, Roberto Matta, Simenon, Louise de Vilmorin…), plus de 1000 interviews.
Il crée en 1963 avec Denis Huisman le prix littéraire Roger-Nimier.
Parallèlement, il travaille à Radio Luxembourg en tant que rédacteur en chef en 1960 puis devient en 1970 rédacteur en chef à RTL Il travaille à l’ORTF en tant que producteur de l’émission Forum des Arts en 1973. En 1975, il organise l'exposition itinérante en France Trente créateurs, réunissant notamment les peintres Pierre Alechinsky, Olivier Debré, Hans Hartung, François Heaulmé, Roberto Matta, Zoran Mušič, Édouard Pignon et Pierre Soulages.
En 1976 il fonde l'Académie nationale des arts de la rue avec notamment Marcel Bleustein-Blanchet, Jacques Dauphin, Maurice Cazeneuve, Christian Chavanon, Paul Delouvrier, Georges Elgozy, Roger Excoffon, Abraham Moles. Puis Le Festival international du film d’art avec Jean Lescure. En 1995 il fonde, avec Alain Bosquet l’association Au rendez-vous des poètes qui publie depuis 1999 le journal mensuel de poésie, Aujourd’hui poème, dont il est rédacteur en chef, avec Jacques Darras, Charles Dobzynski, Bernard Mazo.
Il a en outre organisé de nombreuses expositions et a publié de nombreux ouvrages issus de ses entretiens avec les personnalités du monde culturel français, et il a co-fondé et présidé le Festival International du Film d'Art et Pédagogique (FIFAP) de l'UNESCO qui se déroulait chaque année dans la sphère de l'UNESCO à Paris.
André Parinaud a été l'invité de la collection Les Contes de la Mémoire, enregistrée par FR3 Auvergne Radio, en 1977.
Il est le père de trois enfants : Marie-Hélène (d), historienne et écrivaine, Thierry, architecte et Blaise, marchand d'art.

### Carrière professionnelle
- 1946 : Premier secrétaire de rédaction à L'Aube
- 1946 : Attaché au cabinet du ministre d'État (Francisque Gay)
- 1947 : Attaché chargé des services de presse et d'information au cabinet du ministre du Commerce, de la Reconstruction et de l'Urbanisme (Jean Letourneau)
- 1953/1959 : Codirecteur de La Parisienne, revue littéraire, avec Jacques Laurent ; chargé de la rubrique de "La Vie Parisienne" au journal télévisé  avec Yvan Audouard
- 1958 : crée avec Yvan Audouard la rubrique quotidienne « Voyons un peu » à Paris-Presse
- 1959/1967 : Rédacteur en chef de l'hebdomadaire Arts
- 1959 : Gérant de la Société de publications littéraires et artistiques, éditrice de Arts-Loisirs et directeur général, rédacteur en chef de ce journal (jusqu'en 1967)
- 1960 :  Radio Télévision Luxembourg, rédacteur en chef
- 1961 : Chroniqueur du « Journal du Tout-Paris » de Radio Télévision Luxembourg
- 1962 - 1967 : Conseiller de la rédaction internationale de Galeries des Arts
- 1967 - 1970 : Rédacteur en chef des pages d'art du Nouveau Journal
- 1967/1985 : Rédacteur en chef de l'hebdomadaire Galerie des Arts
- 1968 - Président du jury du Grand Prix de l'Affiche française et du Prix de l'Affiche culturelle (Ce jury se réunit chaque mois sous sa présidence)
- 1970 - 1971 : Rédacteur en chef à RTL, chargé des programmes d'information du week-end, du Journal Inattendu et des journaux du matin
- 1973 : Producteur de l'émission « Forum des Arts » à l'ORTF
- 1973 : La Galerie absorbe Jardin des Arts et devient La Galerie des Arts, et à partir de janvier 1981 Arts Magazine
- 1976 : Président et fondateur de l'Académie nationale des arts de la rue.
- 1976 : Fondation avec Jean Lescure du Festival international du film d'art et pédagogique (FIFAP) qui s'est déroulé pendant 12 années au Centre Pompidou. Le Festival se déroule depuis 1988 à l'UNESCO.
- 1978 : producteur de « L'Aventure de l'Art Moderne », 13 films de 52 minutes pour Pathé et FR3.
- 1984-1988 : Commissaire général des Programmes de l'Association Internationale des Arts plastiques (Unesco)
- 1995 : Cofondateur, avec Alain Bosquet, de l’Association « Au Rendez-vous des poètes », subventionnée par le Centre national du Livre (ministère de La Culture), dont il a assuré la présidence jusqu'à son décès.
- 1999 : le comité de l’Association du Rendez-Vous des Poètes crée  le premier journal mensuel de poésie « Aujourd’hui Poème »[4].

## Organisation d'expositions - catalogues

### Grand Palais, Paris
- 1978 : 70e anniversaire du Cubisme
- 1979 : Les Années Folles (1917-1927)
- 1982 : Le Génie des Naïfs
- 1983 : Montmartre - Les ateliers du Génie
- 1984 : Centenaire des Indépendants

### Forum des Halles - Ville de Paris
- Paris patrie des peintres, 1978.
- Le café Guerbois (11 rue des Batignolles)
- Le Cabaret du Chat Noir (84 boulevard Rochechouart)
- Bal du Moulin Rouge (90 boulevard de Clichy)
- La Nouvelle Athènes (Place Pigalle)
- Restaurant de la Mère Adèle (Rue Norvins)

### New-York - Espace Pierre-Cardin
- Exposition conçue pour l'inauguration du building Pierre Cardin de New York (5 étages sur la 57th East), 1980: 1950-1980 : European Trends in Modern Art (cent œuvres d'art)

## Ouvrages publiés
- Colette par elle-même, Le Seuil, Collections Microcosme "Écrivains de toujours", 1951, 192 p.
- Entretiens avec André Breton - Histoire du Surréalisme, Gallimard, 1952
- L'Affaire Minou Drouet, Julliard, 1956
- Entretiens avec Georges Simenon, Presses de la Cité, 1957
- Jean-Jacques Morvan - Dix ans de peinture, 1951-1961, co-écrit avec David Ojalvo, Jacques Prévert, Jean Chaumely et Jean Bouret, Éditions du Musée de Morlaix, 1964.
- Le Magnifique, roman, Robert Laffont, 1977
- Comment on devient Dali, Robert Laffont, 1974
- Marthe Orant, 1874-1957, Éditions Galerie Étienne Sassi, 1978.
- 40 Artistes - 40 Pays, Bibliothèque des Arts/UNESCO, 1986
- François Baron-Renouard : La peinture c'est une musique par André Parinaud, 37e salon national des armées, 1986
- UNESCO : Le Jardin du Monde, Flammarion/UNESCO
- Paul Ackerman, Mayer, 1991
- Marthe Orant, Van Vilder
- Lettres de Vie, Nathan, 1991
- Serge Hélénon, Vision Nouvelle, 1991
- Noriyosh Ishigooka, Bibliothèque des Arts, 1992
- Les Origines de l’impressionnisme – L’École de Barbizon, Adam Biro, 1994
- Guillaume Apollinaire - Relecture et Biographie, Lattès, 1994[5]
- Gaston Bachelard - Relecture et Biographie, Flammarion, 1996 (prix Émile-Girardeau 1998)
- Tolérance, UNESCO, 1995
- Colette - mes vérités – Entretiens, Notes et Commentaires, Écriture, 1996
- Les derniers abstraits de Nicoïdski (avec Clarisse Nicoïdski et Maïthé Vallès-Bled), Éditions du Musée des beaux-arts de Chartres, 1997.
- Fin d’une société de mensonge – Pour la Révolution du Sens, Anne Sigier, 2000
- Conversations avec des hommes remarquables sur l’art et les idées d’un siècle, Michel de Maule, 2006